# Reuth (Forchheim)
Reuth ([ʁɔɪ̯t] ) ist ein Gemeindeteil der Großen Kreisstadt Forchheim im Landkreis Forchheim (Oberfranken, Bayern).

## Geografie
Das  Pfarrdorf in der naturräumlichen Landschaftseinheit des Regnitztals liegt etwa vier Kilometer östlich des Ortszentrums von Forchheim auf einer Höhe von 332 m ü. NHN und ist mit dem Siedlungsgebiet von Forchheim zusammengewachsen.

## Geschichte
Bis zum Beginn des 19. Jahrhunderts unterstand Reuth der Landeshoheit des Hochstifts Bamberg. Die Dorf- und Gemeindeherrschaft übte das Amt Forchheim als Vogteiamt aus. Auch die Hochgerichtsbarkeit stand diesem Amt als Centamt zu. Als das Hochstift Bamberg infolge des Reichsdeputationshauptschlusses 1802/03 säkularisiert und unter Bruch der Reichsverfassung vom Kurfürstentum Pfalz-Baiern annektiert wurde, wurde Reuth ein Bestandteil der bei der „napoleonischen Flurbereinigung“ in Besitz genommenen neubayerischen Gebiete.
Durch die Verwaltungsreformen zu Beginn des 19. Jahrhunderts im Königreich Bayern wurde Reuth mit dem Zweiten Gemeindeedikt 1818 eine Ruralgemeinde, zu der das Dorf Serlbach gehörte. Serlbach wurde 1926 in die Stadt Forchheim umgemeindet. Im Zuge der Gebietsreform in Bayern wurde auch Reuth am 1. Juli 1972 in die Stadt Forchheim eingegliedert.

## Verkehr
Die von Forchheim kommende Bundesstraße 470 durchquert den Ort und verläuft weiter nach Unterweilersbach. Von dieser zweigt in der Ortsmitte die Staatsstraße St 2236 ab, die nach Gosberg führt. Eine Gemeindeverbindungsstraße verbindet den Ort mit Serlbach. Vom ÖPNV wird Reuth an mehreren Haltestellen der Buslinien 222, 223, 262 und 263 des VGN bedient. Die nächstgelegenen Stationen befinden sich in Wiesenthau an der Wiesenttalbahn und an der Bahnstrecke Nürnberg–Bamberg in Forchheim.

## Baudenkmäler

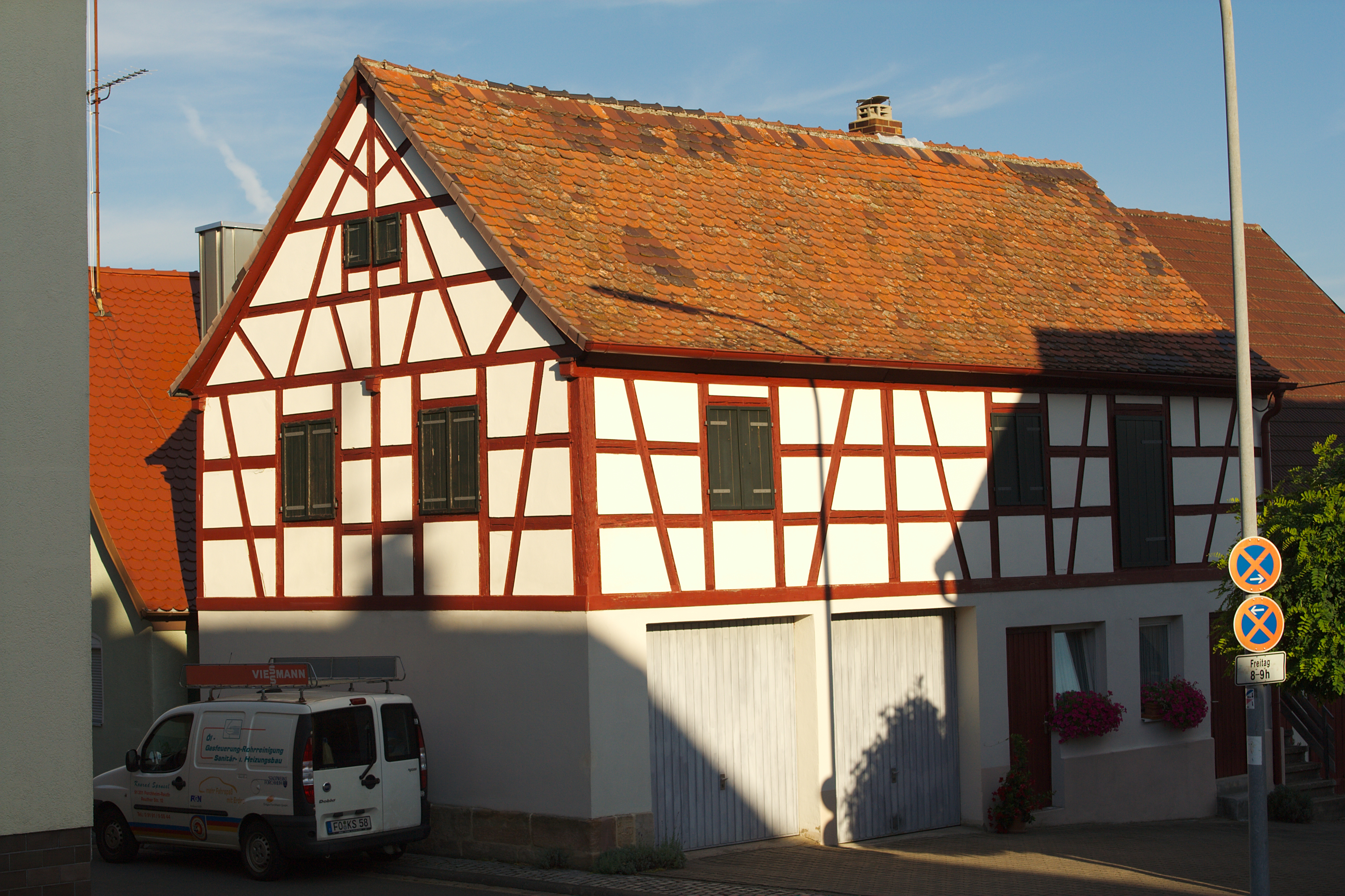
Aus der ersten Hälfte des 18. Jahrhunderts stammende Remise

In Reuth gibt es 24 denkmalgeschützte Bauwerke, darunter eine aus der ersten Hälfte des 18. Jahrhunderts stammende Remise.